# Hnativka, Novomoskovsk
Hnativka (în ucraineană Гнатівка) este un sat în comuna Novostepanivka din raionul Novomoskovsk, regiunea Dnipropetrovsk, Ucraina.

## Demografie
Componența lingvistică a localității Hnativka
     Ucraineană (91,49%)
     Rusă (8,24%)
     Alte limbi (0,27%)
Conform recensământului din 2001, majoritatea populației localității Hnativka era vorbitoare de ucraineană (91,49%), existând în minoritate și vorbitori de rusă (8,24%).